# Dipseudopsis schoutedeni
Dipseudopsis schoutedeni là một loài Trichoptera trong họ Dipseudopsidae. Chúng phân bố ở vùng nhiệt đới châu Phi.